# 試製三座軽爆撃機
陸軍 試製三座軽爆撃機
- 用途：爆撃機
- 分類：軽爆撃機
- 設計者：リヒャルト・フォークト
- 製造者：東京砲兵工廠
- 運用者：大日本帝国陸軍
- 生産数：2機
- 退役：1929年
- 運用状況：不採用・退役

試製三座軽爆撃機（しせいさんざけいばくげきき）は、大日本帝国陸軍が試作した軽爆撃機。製造は陸軍の東京砲兵工廠で行われた。

## 概要
1925年（大正14年）初頭、陸軍は国産軽爆撃機の試作を三菱航空機、中島飛行機、川崎造船所飛行機部（後の川崎航空機）の3社に指示すると同時に、陸軍航空部補給部（後に陸軍航空本部航空技術部）で独自に全金属製軽爆撃機の試作を行うことを決定した。補給部では設計を川崎がドイツから招聘していたリヒャルト・フォークト技師に委託し、機体の製造は東京砲兵工廠で行うこととした。しかし、機体の完成が1926年（大正15年）10月に行われた審査に間に合わず、三菱が提出した一三式艦上攻撃機改造機（2MB1）が八七式軽爆撃機として制式採用されることになった。
その後、1927年（昭和2年）に2機の試作機が完成し、航空技術部によって改良と研究が続けられたが、八八式軽爆撃機が制式採用されたことを受けて1929年（昭和4年）に費用がかさむ本機の開発は中止された。
機体は全金属製の胴体と金属製・一部羽布張りの主翼を持つ進歩的な複葉機で、当時の単発機としては最大クラスである1,455 kgの搭載量を誇る。補助翼や着陸脚の緩衝装置、制作時の工作法にも新機軸が取り入れられていた。しかし、同時期の他機体と比較すると機体が大柄であり、これが開発中止の原因の一つとなった。また、試験飛行中にプロペラが金属製3翅から木製2翅に換装されている。

## 諸元
※寸法は推定値。
- 全長：12.20 m
- 全幅：15.00 m
- 全高：3.40 m
- 自重：2,221 kg
- 全備重量：3,676 kg
- エンジン：川崎 BMW-6 水冷V型12気筒（最大600 hp） × 1
- 最大速度：200 km/h
- 実用上昇限度：6,000 m
- 航続時間：4.5時間
- 武装：
7.7mm固定機銃 × 1
7.7mm旋回機銃 × 1
爆弾500 kg
- 乗員：3名